# La Nava de Santiago
La Nava de Santiago település Spanyolországban, Badajoz tartományban. La Nava de Santiago Mérida községgel határos. Lakosainak száma 914 fő (2024).

## Népesség
A település népessége az utóbbi években az alábbiak szerint változott:
| Lakosok száma | 1159 | 1140 | 1129 | 1089 | 1066 | 1015 | 997  | 932  | 933  | 914  |
|               | 2001 | 2004 | 2006 | 2009 | 2011 | 2014 | 2016 | 2019 | 2021 | 2024 |